# Jakub Hlava
Jakub Hlava (* 29. Dezember 1979 in Jilemnice) ist ein ehemaliger tschechischer Skispringer.
Hlava, der seit 1986 aktiver Skispringer ist, absolvierte am 14. Dezember 1996 seinen ersten Weltcup beim Springen in Harrachov. Er beendete das Springen auf dem 42. Platz. Er pausierte anschließend zwei Jahre und bestritt keine internationalen Springen. Erst am 19. Dezember 1998 sprang er, ebenfalls in Harrachov, erneut im Weltcup und konnte mit Platz 18 auf der Großschanze erstmals international überzeugen. Er konnte diesen Erfolg jedoch nicht mehr wiederholen und erreichte meist nur Top-40- bis Top-50-Platzierungen. Bei der Skiflug-Weltmeisterschaft 2000 in Vikersund erreichte er den 26. Platz. In der gleichen Saison konnte er mehrfach den 2. Durchgang und damit Weltcup-Punkte erreichen. 2001 und 2002 sprang er zudem beim Sommer-Grand-Prix. Sein bestes Einzelergebnis erzielte er hier mit einem 15. Platz in Hakuba am 9. September 2001. Sein bislang letztes Springen bestritt Hlava am 23. März 2002 mit dem Teamspringen im Skifliegen in Planica, welches er gemeinsam mit Jiří Parma, Jakub Jiroutek und Jaroslav Sakala auf Platz 8 beendete.